# Arquidiócesis de Rodas
La arquidiócesis de Rodas (en latín: Archidioecesis Rhodiensis y en griego: Αρχιεπισκοπή Ρόδου) es una circunscripción eclesiástica de la Iglesia católica en Grecia. Se trata de una arquidiócesis latina, inmediatamente sujeta a la Santa Sede. Desde el 10 de marzo de 1970 es sede vacante y su administrador apostólico es el arzobispo Theodoros Kontidis, de la Compañía de Jesús.

## Territorio y organización

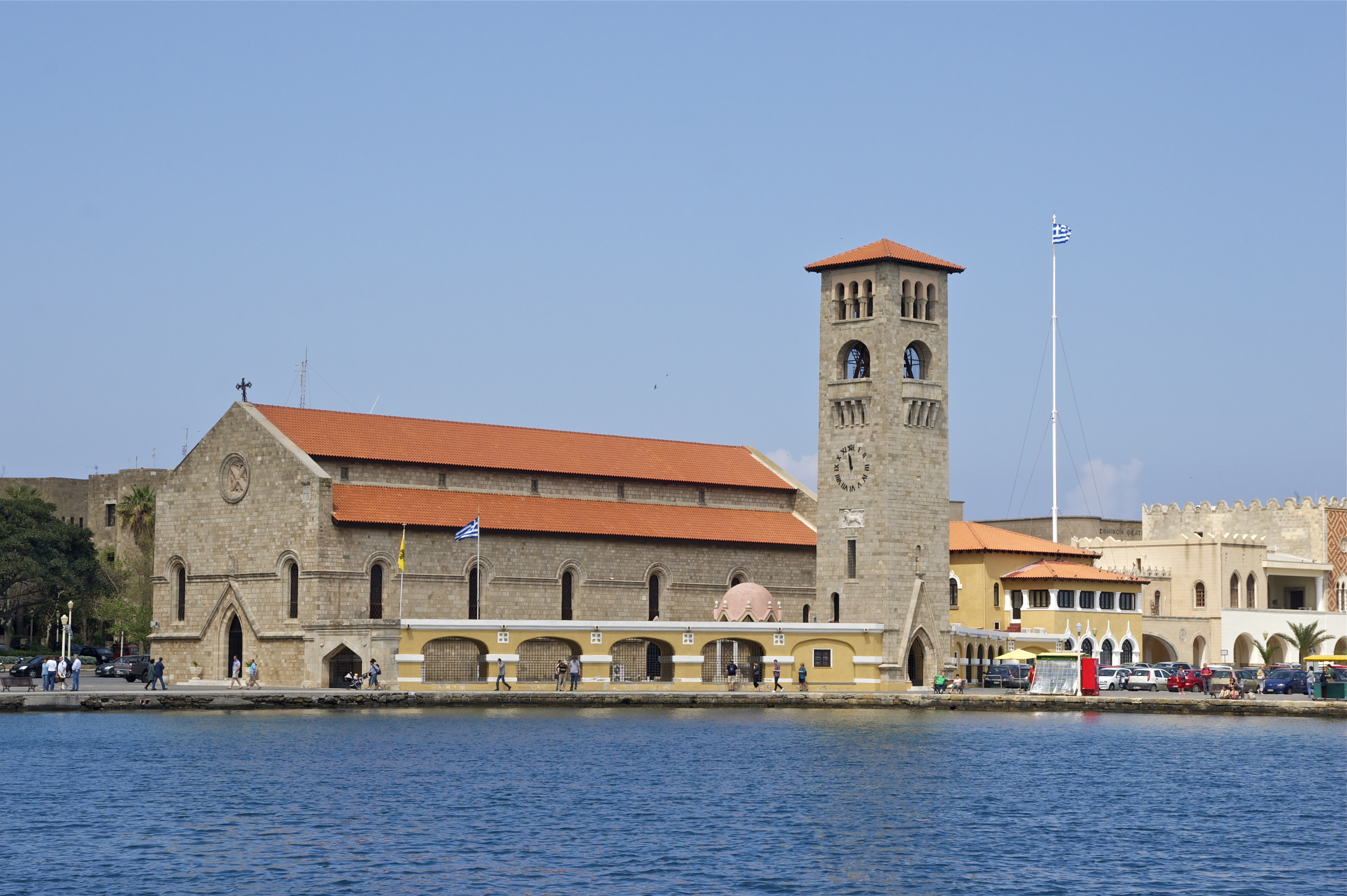
Antigua catedral de San Juan, en Rodas, hoy catedral ortodoxa de la Anunciación

La arquidiócesis tiene 2714 km² y extiende su jurisdicción sobre los fieles católicos de rito latino residentes en la isla de Rodas y en las islas del Dodecaneso, dentro de la periferia de Egeo Meridional.

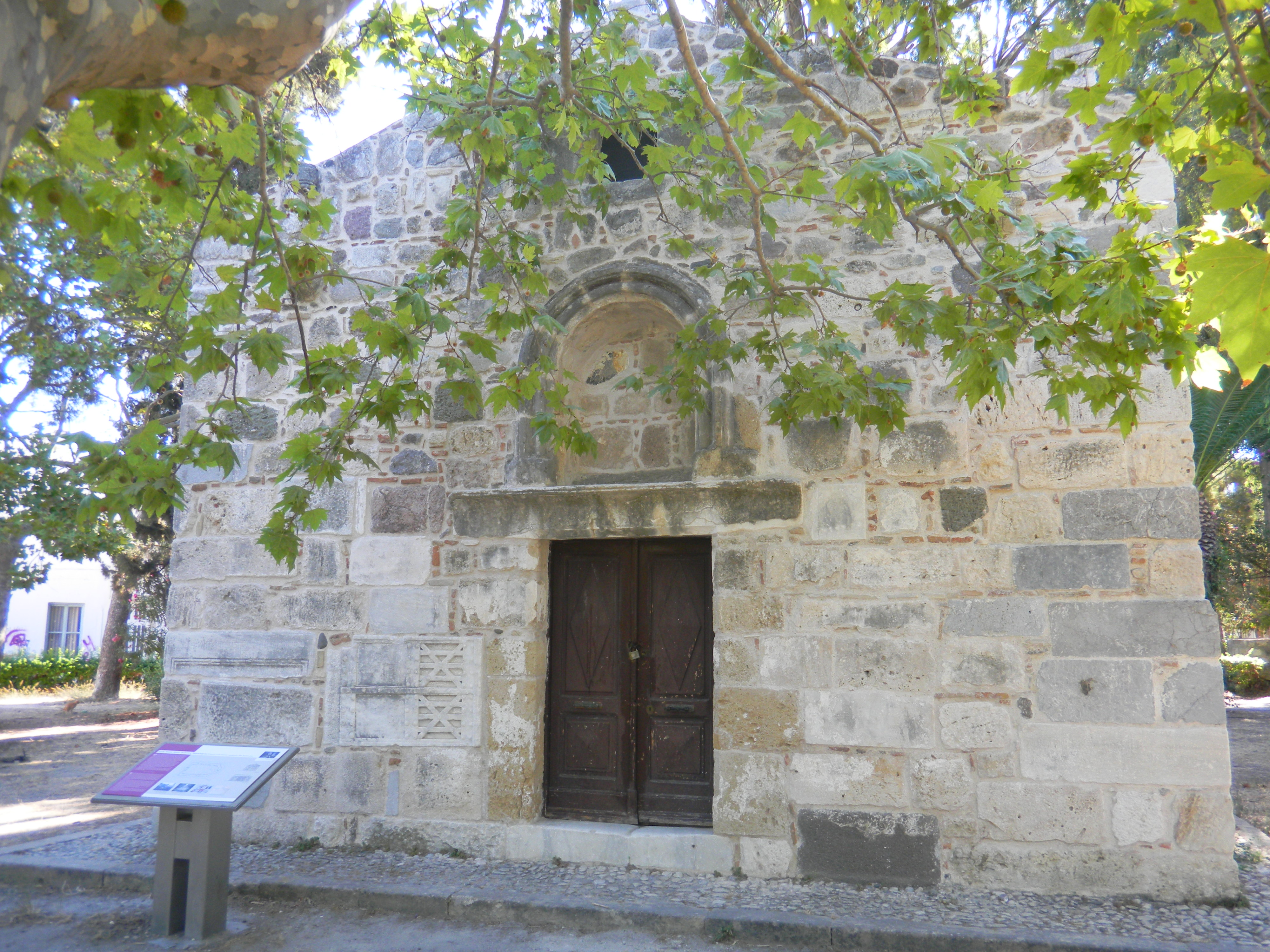
Iglesia de San Juan Naukleros, en Cos

La sede de la arquidiócesis se encuentra en la ciudad de Rodas, en donde se halla la Catedral de San Francisco de Asís, consagrada en 1939. Sin embargo, el administrador apostólico reside en Atenas. La catedral de la época medieval, Santa María del Castillo, fue transformada en mezquita durante la dominación otomana en 1523 y actualmente hospeda un museo. La catedral italiana de San Juan fue transformada luego de 1947 por los griegos ortodoxos en la catedral del metropolitanato de Rodas con el nombre de Catedral de la Anunciación.
En 2023 en la arquidiócesis existían 2 parroquias: la catedral y la parroquia de Agnus Dei en la isla de Cos. En la isla de Rodas existe también la iglesia de Nuestra Señora de la Victoria, que el Anuario Pontificio contaba como parroquia en 2017. El cuidado pastoral está encomendado a los frailes franciscanos de la Custodia de Tierra Santa.

## Historia

### Antecedentes
Se considera que el fundador de la Iglesia cristiana en Rodas fue el apóstol Pablo de Tarso, ya que se menciona (Hechos de los Apóstoles 21) que en su tercera gira apostólica pasó por Rodas durante su viaje de regreso a Jerusalén. Según la tradición, el compañero del apóstol Pablo, Silas, predicó y realizó milagros en Rodas. La tradición dice que Prócoro fue el primer obispo de Rodas en el siglo I, pero no se sabe exactamente cuando se fundó una diócesis en Rodas. En el siglo IV ya fue elevada al rango de arquidiócesis.
Los bizantinos entregaron Rodas a sus aliados genoveses en 1250 y en 1283 Rodas fue ocupada por los selyúcidas. En la época de las cruzadas, desde al menos 1238 existió un obispo latino de Rodas y Colosas.
En 1302 los venecianos se establecieron en la isla en posiciones que fueron consideradas bajo soberanía de la república. En 1303 la isla fue asolada por un terremoto que mató a buena parte de la población griega y los turcos se establecieron en algún punto de la isla. 

### Arquidiócesis metropolitana
El 20 de septiembre de 1306 los Caballeros de San Juan ocuparon Peraclos en la costa oriental de Rodas y el 15 de agosto de 1309 la ciudad de Rodas, expulsando a los turcos. Los Caballeros de San Juan expulsaron al metropolitano ortodoxo de Rodas y fue reemplazado por un arzobispo metropolitano católico latino. En los años que siguieron, el patriarcado de Constantinopla ordenó metropolitanos, pero permanecieron fuera de Rodas, ya que no se les permitió establecerse en su sede hasta fines del siglo XIV. Hacia 1500 la diócesis de Quíos pasó a ser sufragánea de Rodas, llamada también Rodas y Colosas.

### Arquidiócesis titular
Tras la caída de Constantinopla en 1453 los Caballeros de San Juan se negaron a pagar tributo al sultán otomano, pues solo podían reconocer como soberano al papa. En el verano de 1522 los otomanos desembarcaron en Rodas y luego de 4 meses en que latinos y griegos colaboraron en la defensa, los Caballeros de San Juan capitularon. El sultán les permitió irse, por lo que partieron con otros 3000 cristianos, incluyendo al arzobispo latino. A los que quedaron se les prometió la libertad de culto, por lo que la mayoría de la población griega permaneció con su metropolitano en la isla y transfirió su lealtad a Constantinopla. El período de dominio del Imperio otomano comenzó el 1 de enero de 1523 y todas las iglesias católicas de Rodas fueron convertidas en mezquitas, por lo que durante los siguientes 4 siglos no hubo ninguna.
La arquidiócesis se convirtió en la arquidiócesis in partibus infidelium de Rodas y Colosas. El 3 de marzo de 1797 mediante la bula Memores Nos del papa Pío VI, el título se unió al de la diócesis de Malta.

### Prefectura apostólica
La prefectura apostólica de Rodas y las Islas fue erigida el 14 de agosto de 1897 mediante el decreto Cum controversia de la Congregación de Propaganda Fide, separando territorio del vicariato apostólico de Asia Menor (hoy arquidiócesis de Esmirna). La prefectura apostólica fue confiada a los misioneros franciscanos, desde 1921 estuvieron presentes los de la provincia seráfica de San Francisco de Umbría.
Durante la guerra ítalo-turca en 1912 Italia le quitó a los otomanos las islas de Dodecaneso, capturando Rodas el 16 de mayo de 1912. La ocupación se completó cuando Francia cedió a Italia la isla de Kastelórizo el 21 de agosto de 1920, que había capturado el 14 de diciembre de 1915.

### Arquidiócesis
El 28 de marzo de 1928, mediante la bula Pastoris aeterni del papa Pío XI que abrogó la bula de 1797, se suprimió la prefectura apostólica y se restauró la arquidiócesis de Rodas.
El 30 de marzo de 1930 mediante el breve Constitutione Apostolica del papa Pío XI, se asignaron a la arquidiócesis algunas islas vecinas: Astipalea de la diócesis de Santorini, Patmos de la diócesis de Quíos, y Lipsí, cuya pertenencia no estaba clara, pasando a coincidir con territorio del entonces Dodecaneso italiano. En 1932 Turquía firmó un tratado con Italia reconociendo la soberanía italiana sobre el Dodecaneso.
En septiembre de 1943 las islas fueron ocupadas por Alemania durante la Segunda Guerra Mundial, y en 1945 por el Reino Unido. Por el Tratado de París de 10 de febrero de 1947 el Dodecaneso pasó a la soberanía de Grecia. El último arzobispo residencial, Florido Acciari, dejó la arquidiócesis para regresar a Italia, en octubre de 1951, llamado por su orden, al final del proceso de descolonización italiano.
Desde 1970 la sede ha sido gobernada por un administrador apostólico, que ha sido el arzobispo de Atenas desde 1992. El número de fieles católicos se ha reducido desde la época italiana hasta solo dos centenares.

## Estadísticas
Según el Anuario Pontificio 2024 la arquidiócesis tenía a fines de 2023 un total de 200 fieles bautizados.
| Año                                                                             | Población | Población | Población      | Sacerdotes | Sacerdotes | Sacerdotes | Católicos por sacerdote | Diáconos permanentes | Religiosos | Religiosos | Parroquias y cuasiparroquias |
| Año                                                                             | Católicos | Total     | % de católicos | Total      | Diocesanos | Regulares  | Católicos por sacerdote | Diáconos permanentes | Masculinos | Femeninos  | Parroquias y cuasiparroquias |
| ------------------------------------------------------------------------------- | --------- | --------- | -------------- | ---------- | ---------- | ---------- | ----------------------- | -------------------- | ---------- | ---------- | ---------------------------- |
| 1950                                                                            | 450       | 117 275   | 0.4            | 7          |            | 7          | 64                      |                      | 13         | 17         | 3                            |
| 1970                                                                            | 300       | 130 000   | 0.2            | 3          |            | 3          | 100                     |                      | 6          | 2          | 2                            |
| 1980                                                                            | 550       | 161 500   | 0.3            | 2          |            | 2          | 275                     |                      | 6          |            | 2                            |
| 1990                                                                            | 1000      | 180 000   | 0.6            | 4          |            | 4          | 250                     |                      | 7          |            | 4                            |
| 1999                                                                            | 1500      | 150 000   | 1.0            | 2          |            | 2          | 750                     |                      | 2          |            | 3                            |
| 2000                                                                            | 1500      | 150 000   | 1.0            | 3          |            | 3          | 500                     |                      | 3          |            | 3                            |
| 2001                                                                            | 1500      | 150 000   | 1.0            | 2          |            | 2          | 750                     |                      | 2          |            | 3                            |
| 2002                                                                            | 1500      | 150 000   | 1.0            | 2          |            | 2          | 750                     |                      | 2          |            | 3                            |
| 2003                                                                            | 1500      | 150 000   | 1.0            | 2          |            | 2          | 750                     |                      | 2          |            | 3                            |
| 2004                                                                            | 1500      | 150 000   | 1.0            | 2          |            | 2          | 750                     |                      | 2          |            | 3                            |
| 2010                                                                            | 2000      | 150 500   | 1.3            | 1          | 1          |            | 2000                    |                      |            |            | 3                            |
| 2014                                                                            | 3010      | 151 500   | 2.0            | 2          |            | 2          | 1505                    |                      | 2          |            | 3                            |
| 2017                                                                            | 400       | 190 000   | 0.2            | 2          |            | 2          | 200                     |                      | 2          |            | 3                            |
| 2020                                                                            | 202       | 190 890   | 0.1            | 2          |            | 2          | 101                     |                      | 2          |            | 2                            |
| 2022                                                                            | 200       | 207 760   | 0.1            | 3          |            | 3          | 66                      |                      | 3          |            | 3                            |
| 2023                                                                            | 200       | 190 071   | 0.1            | 2          |            | 2          | 100                     |                      | 2          |            | 2                            |
| Fuente: Catholic-Hierarchy, que a su vez toma los datos del Anuario Pontificio. |           |           |                |            |            |            |                         |                      |            |            |                              |

## Episcopologio

### Diócesis de Rodas o Colosas
- Guido, O.P. † (mencionado en 1238)
- Bernardo † (durante el pontificado del papa Juan XXII)
- Gregorio †

### Arzobispos de Colosas o de Rodas
- Belijan † (?-26 de septiembre de 1324 nombrado arzobispo de Spalato)
- Anónimo † (mencionado en 1336)
- Ugo de Scuria, O.F.M. † (20 de junio de 1351-15 de diciembre de 1361 nombrado arzobispo de Ragusa)
- Emanuele de Famagusta, O.F.M. † (15 de diciembre de 1361-? falleció)
- Guglielmo, O.F.M. † (15 de enero de 1365-? falleció)
- Giovanni Fardina, O.P. † (1370-?)
- Nicola, O.S.Io.Hier. † (28 de noviembre de 1373-? falleció)
- Antonio di Fremajariis † (28 de enero de 1376-? falleció)
- Matteo da Empoli, O.P. † (circa 1396-?)
- Ligorio Maiorino, O.S.B. † (15 de febrero de 1400-1406 falleció)
- Boezio da Tolentino, O.E.S.A. † (11 de mayo de 1425-?)
- Andrea de Constantinopla, O.P. † (2 de mayo de 1431-19 de abril de 1447 nombrado arzobispo de Nicosia)
- Giovanni Morelli † (19 de abril de 1447-? falleció)
- Giuliano de Ubaldini, O.P. † (30 de septiembre de 1473-? falleció)
- Leonardo, O.F.M. † (mencionado en 1506)

### Arzobispos titulares
- Marco Cattaneo, O.P. † (24 de enero de 1530-mayo de 1546 falleció)
- Filippo Spinelli † (22 de abril de 1592-1605 nombrado obispo de Policastro)
- Giovanni Garzia Millini † (1 de junio de 1605-7 de febrero de 1607 nombrado obispo de Imola)
- Guido Bentivoglio † (14 de mayo de 1607-11 de enero de 1621 creado cardenal)
- Alfonso Gonzaga † (17 de marzo de 1621-23 de marzo de 1649 falleció)
- Karl Kaspar von der Leyen † (3 de julio de 1651-7 de febrero de 1652 por sucesión arzobispo de Tréveris)
- Francesco Caetani † (12 de agosto de 1652-17 de marzo de 1670 falleció)
- Lorenzo Gavotti † (2 de julio de 1670-9 de agosto de 1679 falleció)
- Francesco Niccolini † (10 de septiembre de 1685-4 de febrero de 1692 falleció)
- Giorgio Cornaro † (5 de mayo de 1692-26 de agosto de 1697 nombrado arzobispo a título personal de Padua)
- Giulio Piazza † (2 de diciembre de 1697-13 de septiembre de 1706 nombrado arzobispo de Nazaret)
- Alessandro Aldobrandini † (7 de noviembre de 1707-2 de octubre de 1730 creado cardenal)
- Raniero d'Elci † (22 de noviembre de 1730-5 de mayo de 1738 nombrado arzobispo de Ferrara)
- Carlo Francesco Durini † (22 de junio de 1739-23 de julio de 1753 nombrado arzobispo a título personal de Pavía)
- Nicola Lercari † (10 de diciembre de 1753-15 de marzo de 1757 falleció)
- Giovanni Angelo Ciocchi del Monte † (1758-28 de abril de 1762 falleció)
- Tommaso Maria Ghilini † (18 de julio de 1763-20 de julio de 1778 creado cardenal del título de San Calixto)
- Giovanni Carmine Pellerano, O.S.Io.Hier. † (19 de junio de 1780-18 de abril de 1783 falleció)
- Antonio Dugnani † (11 de abril de 1785-21 de febrero de 1794 creado cardenal)
- Emigdio Ziucci † (1 de junio de 1795-9 de septiembre de 1796 renunció)
- Vincenzo Labini, O.S.Io.Hier. † (3 de marzo de 1797-30 de abril de 1807 falleció)
  - Sede unida a la diócesis de Malta (3 de marzo de 1797-28 de marzo de 1928)

### Prefectos apostólicos de Rodas y las Islas
- Andrea Felice da Ienne, O.F.M. † (31 de agosto de 1897-1910 falleció)
- Ignace Beaufays, O.F.M. † (27 de marzo de 1911-?)
- Bonaventura Rossetti, O.F.M. † (1921-1922 renunció)[6]
- Florido Ambrogio Acciari, O.F.M † (1922[6]-28 de marzo de 1928 nombrado administrador apostólico)

### Arzobispos de Rodas
- Florido Ambrogio Acciari, O.F.M. † (28 de marzo de 1928-5 de enero de 1929) (administrador apostólico)

- Giovanni Maria Emilio Castellani, O.F.M. † (5 de enero de 1929-25 de marzo de 1937 nombrado vicario apostólico de Adís Abeba[nota 2])
- Florido Ambrogio Acciari, O.F.M. † (30 de marzo de 1938-10 de marzo de 1970 falleció)
  - Mikhaíl-Pétros Franzídis, O.F.M. † (1970-1992) (administrador apostólico)
  - Nikólaos Fóscolos (1992-12 de agosto de 2014 retirado) (administrador apostólico)
  - Sevastianos Rossolatos (12 de agosto de 2014-14 de julio de 2021 retirado) (administrador apostólico)
  - Theodoros Kontidis, S.I., desde el 14 de julio de 2021 (administrador apostólico)